# 카를 헤센베르크
카를 아돌프 헤센베르크(독일어: Karl Adolf Hessenberg, 1904년 9월 8일 ~ 1959년 2월 22일)는 독일의 수학자이자 엔지니어이다. 헤센베르크 행렬(Hessenberg matrix) 형식은 그 이름을 따서 명명되었다.
카를 헤센베르크는 작곡가 쿠르트 헤센베르크(Kurt Hessenberg)의 형제이며, 의사이자 작가인 하인리히 호프만(Heinrich Hoffmann)의 증손자이기도 하다. 가까운 친척이고 또 다른 수학자인 게르하르트 헤센베르크(Gerhard Hessenberg)는 헤센베르크 합계(Hessenberg sum 또는 Hessenberg product)라고 불리는 수학적 업적을 가지고 있으며 이 역시 그의 이름을 따라서 붙였으므로 혼동될 수 있다.

## 같이 보기
- 헤센베르크의 정리

## 참고 문헌
- Biography of Hessenberg by his daughter, Brigitte Bossert
- “카를 헤센베르크”. 《수학 계보 프로젝트》 (영어). 미국 수학회.